# Hochberg (Chiemgau)
Der Hochberg ist der Hausberg der großen Kreisstadt Traunstein und der Gemeinde Siegsdorf im Chiemgau. Er erhebt sich bis auf eine Höhe von 774 m ü. NHN direkt zwischen Traunstein und Siegsdorf und ist der höchste Punkt im Chiemgau, abgesehen von den Chiemgauer Alpen.

## Geographie
Der Hochberg wird überwiegend landwirtschaftlich genutzt, ist daneben jedoch auch ein wichtiges Naherholungsgebiet. Auf seinem Gipfel befinden sich ein Gasthaus sowie ein Sendemast des Bayerischen Rundfunks.
Bekannt ist der Hochberg als einer der schönsten Aussichtspunkte des Chiemgaus, von dem aus bei klarer Sicht mit bloßem Auge bis etwa 40 km weit gesehen werden kann und auch ein schöner Blick auf die Chiemgauer und Berchtesgadener Alpen möglich ist. Aufgrund dessen sowie der dünnen Besiedlung und damit dem Fehlen von störenden Einflüssen (Straßenbeleuchtung, Gebäude) wird er auch gerne von Amateurastronomen, mobilen CB-Funkern und Funkamateuren als Standort verwendet.
Da sich an den Hochberg unmittelbar weitere Wälder und Wiesen anschließen, wird er oft als Etappenpunkt für Wanderungen genommen. Entlang seiner Westseite fließt die Traun.

## Geschichte
Der Hochberg kam im Jahr 1048 mit einer Forstschenkung in Besitz des Salzburger Erzbischofs. Das Gebiet gehörte später zur Hauptmannschaft Lenzensberg im Amt Miesenbach, Landgericht Traunstein.
Im Zuge der Verwaltungsreformen in Bayern entstand mit dem Gemeindeedikt von 1818 die Gemeinde Hochberg. Sie hatte im Jahr 1933 426 Einwohner. Die bis dahin eigenständige Gemeinde wurde im Zuge der Gemeindegebietsreform am 1. Juli 1972 aufgelöst, der nördliche Teil wurde in die Kreisstadt Traunstein, der südliche in die Gemeinde Siegsdorf eingegliedert.

## Sender Hochberg
Auf dem Gipfel des Hochbergs befindet sich eine Sendeanlage des Bayerischen Rundfunks.
Sie wurde um das Jahr 1954 als Füllsender geplant und schlussendlich 1960 errichtet, um die nahen Alpentäler und den östlichen Chiemgau als auch das westliche Berchtesgadener Land zu versorgen. Bei gutem Wetter und Überreichweiten reicht das Signal des Senders sogar bis in die Hochlagen des Bayerischen Waldes, regulär kann es sogar im Osten der Landeshauptstadt München empfangen werden.